# Boogschutter (sterrenbeeld)

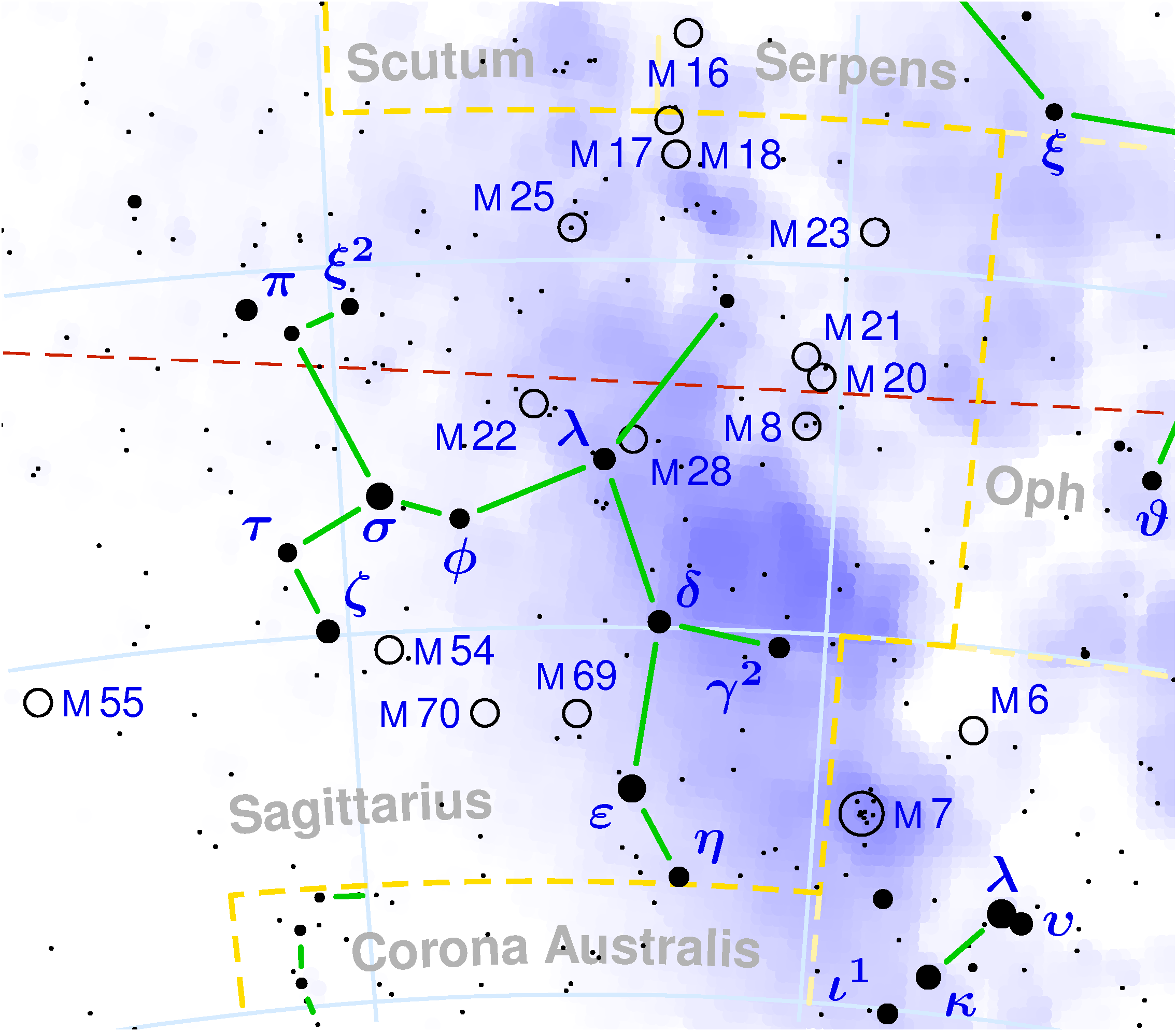
Kaart van het sterrenbeeld Boogschutter, met het gemakkelijk te herkennen asterisme Theepot, bestaande uit de helderste sterren van de Boogschutter

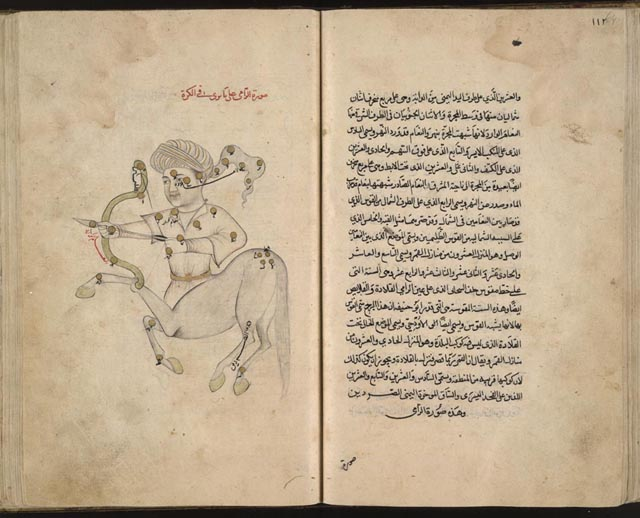
Boogschutter in het Boek van de vaste sterren van de astronoom Abd-al-Rahman Al Sufi

Schutter of Boogschutter (Sagittarius, afkorting Sgr) is een sterrenbeeld aan de zuiderhemel in de Melkweg tussen rechte klimming 17u41m en 20u25m en tussen declinatie −12° en −45°. In de richting van dit sterrenbeeld ligt het centrum van het melkwegstelsel. De ecliptica loopt ook door Boogschutter, het is dus een van de sterrenbeelden van de dierenriem. De zon staat hier elk jaar van 18 december tot 19 januari.  Vanaf de breedte van de Benelux is alleen het noordelijke gedeelte van het sterrenbeeld te zien.
In het Nederlands heet het sterrenbeeld vanouds Schutter, maar in de astrologie spreekt men van Boogschutter. Ook astronomen gebruiken tegenwoordig vaak de laatste naam. Amateurastronomen spreken van de theepot omdat in dit sterrenbeeld een opvallend en gemakkelijk waarneembaar asterisme de onmiskenbare vorm van een theepot vertoont.

## Sterren
(in volgorde van afnemende helderheid)
- Kaus Australis (ε, epsilon Sagittarii) (het voorste en meest zuidelijk gelegen gedeelte van het asterisme Theepot)
- Nunki (σ, sigma Sagittarii) (vormt samen met φ Sagittarii het bovenste gedeelte van het handvat van het asterisme Theepot)
- Ascella (ζ, zeta Sagittarii) (vormt samen met τ Sagittarii het onderste gedeelte van het handvat van het asterisme Theepot)
- Kaus Media (δ, delta Sagittarii) (het voorste gedeelte van het asterisme Theepot)
- Kaus Borealis (λ, lambda Sagittarii) (de top en meest noordelijk gelegen gedeelte van het asterisme Theepot)
- Albaldah (π, pi Sagittarii)
- Nash (γ, gamma2 Sagittarii) (de tuit en meest westelijk gelegen gedeelte van het asterisme Theepot)
- Polis (μ, mu Sagittarii)
- Rukbat (α, alpha Sagittarii) (onzichtbaar vanuit de Benelux)
- Arkab Prior (β, beta1 Sagittarii)
- Arkab Posterior (β, beta2Sagittarii) (Arkab Prior en Arkab Posterior zijn onzichtbaar vanuit de Benelux)
- Terebellum (ω, 59 & omega Sagittarii) (bevindt zich ten oosten van het asterisme Theepot)
- Ain al Rami (ν, nu Sagittarii)

WR 102 staat ook in het sterrenbeeld, maar is met het blote oog niet waar te nemen. Deze ster is, voor zover bekend, de heetste ster.

## De theepot

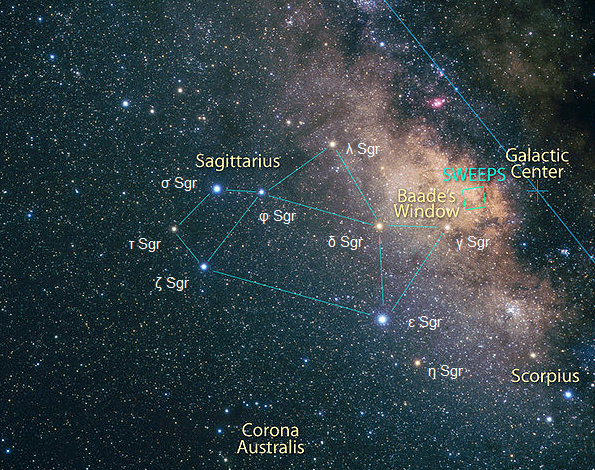
Theepot met de Melkweg en de locatie van het Galactisch Centrum

Het sterrenbeeld Boogschutter vergt enige verbeeldingskracht om er het figuur van een boogschutter in te zien. Echter veel minder verbeeldingskracht is nodig om in de helderste sterren van dit sterrenbeeld het opvallende figuur van een theepot te zien. Deze bijnaam (de theepot) is dan ook bij tal van amateurastronomen wereldwijd veel meer in gebruik dan de benaming Boogschutter. Bovendien kan, vanuit zuidelijker gelegen streken, tevens het helderste gedeelte van de melkweg (de Large Sagittarius Star Cloud) worden waargenomen. Dit gedeelte van de melkweg kan geïnterpreteerd worden als een verlichte dampwolk die uit de tuit van de theepot (de ster γ Sagittarii, Nash) ontsnapt.

## Wat is er verder te zien?
Het beeld is rijk aan heldere sterren en lichtende en donkere nevels, waaronder de Lagunenevel (M8), bestaande uit lichtende wolken waaroverheen hier en daar donkere stofwolken liggen, en de Trifidnevel (M20).
Ook is hier Sagittarius A* te vinden, een compacte bron van radiostraling die precies samenvalt met het centrum van het melkwegstelsel. De radiostraling wordt veroorzaakt door een superzwaar zwart gat dat zich hier bevindt.
Het Wow!-signaal dat in 1977 gedetecteerd werd, kwam uit het sterrenbeeld Boogschutter.

## Wanneer het best te zien?
Het sterrenbeeld Boogschutter is ’s zomers van juni tot begin september te zien op het noordelijk halfrond en ’s winters op het zuidelijk halfrond.

## Aangrenzende sterrenbeelden
(met de wijzers van de klok mee)
- Schild (Scutum)
- Slang (Serpens)
- Slangendrager (Ophiuchus)
- Schorpioen (Scorpius)
- Zuiderkroon (Corona Australis)
- Telescoop (Telescopium)
- Indiaan (Indus) (raakt maar op één punt)
- Microscoop (Microscopium)
- Steenbok (Capricornus)
- Arend (Aquila)